# Cochlearia
Cochlearia là chi thực vật có hoa trong họ Cải.